# Lilian Büchner
Lilian Büchner (* 1992 in Hamburg) ist eine deutsche Fernseh- und Theaterschauspielerin.
Lilian Büchner ist in Hamburg geboren und aufgewachsen. Sie spielte viele Jahre im Schülertheater und stand für mehrere Kurzfilme vor der Kamera. Seit 2008 lebt sie in Berlin.
Von Mitte April 2013 bis Ende Juli 2014 übernahm sie die Rolle der Chantal Löhmer in der ARD-Fernsehserie Lindenstraße.